# Сан Никола А Маре (Салерно)
Сан Никола А Маре је насеље у Италији у округу Салерно, региону Кампанија.
Према процени из 2011. у насељу је живело 88 становника. Насеље се налази на надморској висини од 10 м.